# ジャーニーマン (徒弟制度)
ジャーニーマン（英: journeyman）は、建築や工芸の職能を訓練する公的徒弟制度資格を修了した熟練労働者である。彼らは職能が認められ、その職業分野の完全な資格所有者として働くことを認定される。ジャーニーマンの資格は、教育、実務経験、および試験により取得する。ジャーニーマンは職務認定を取得し被雇用者として働くことはできるが、まだ自営するマスターとして働くことはできない。
ジャーニーマンという言葉は最初に中世の同職ギルドで使われた。ジャーニーマンには1日ごとに賃金が支払われる。「ジャーニー（journey）」という言葉はフランス語で「日」を意味するjournéeから派生した。個別のギルドは通常労働者に対して、見習い、ジャーニーマン、マスター3つの階級を認めた。職務認定されたジャーニーマンはマスターになって自営することもできたが、ほとんどが被雇用者として働き続けた。
自らの作業に責任をもつ責任技能職を促進し、個別の職業および一般大衆を非熟練労働者から保護するガイドラインが制定された。マスターになるためには、ジャーニーマンは評価のためギルドに仕事の代表作を提出しなければならない。評価の後にのみ、ジャーニーマンはギルドからマスターと認定され得る。ジャーニーマンは3年間の渡り職務を完了することを要求されることもあり、Journeyman yearsと呼ばれた。

## 発祥

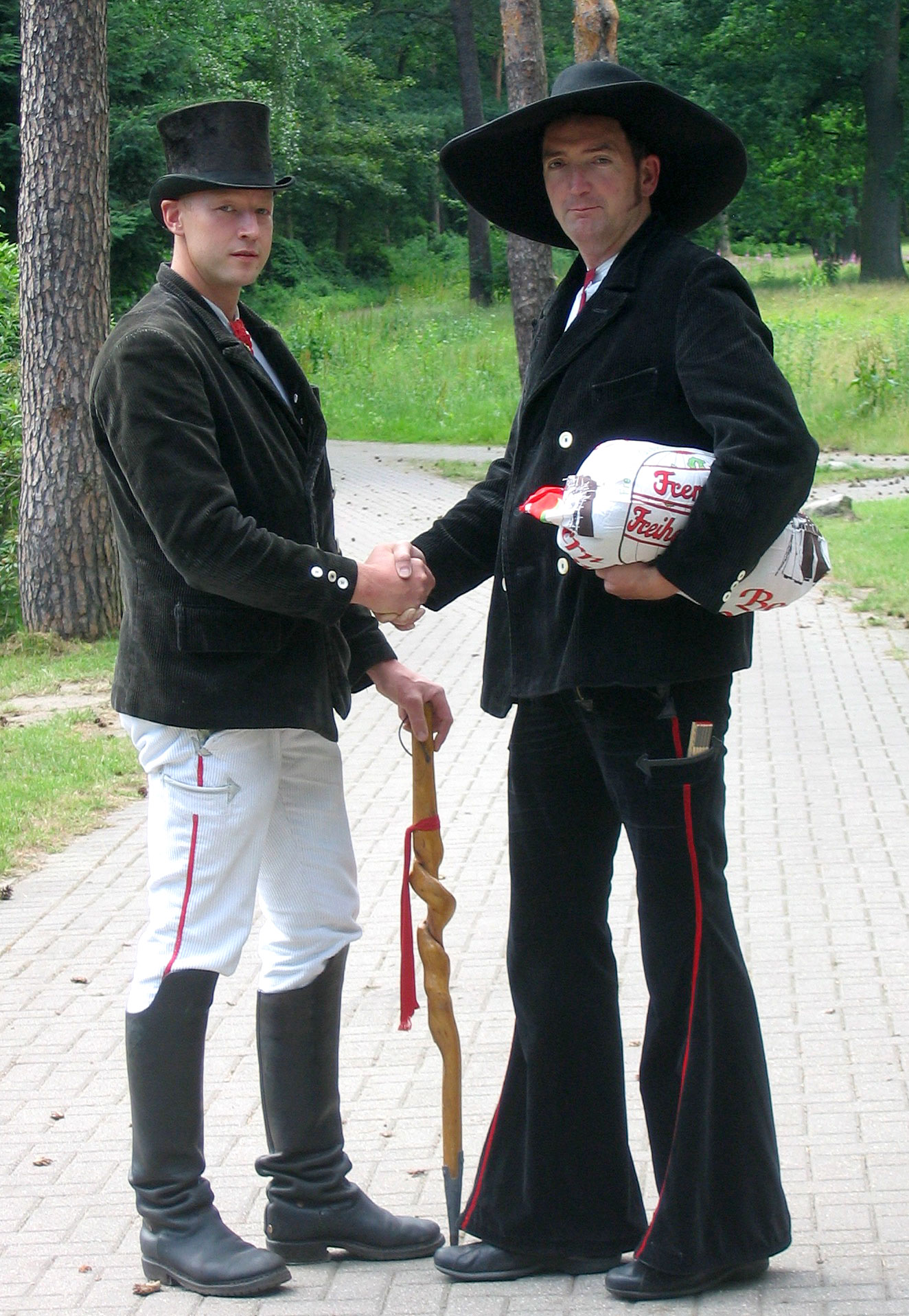
修業期間中の伝統的制服姿のドイツのジャーニーマン

「ジャーニーマン（journeyman ）」という言葉は、いずれも「日」を意味する俗ラテン語の「diurnum」および古典ラテン語の「dierum」から転じたフランス語のjournéeから派生した。この肩書はジャーニーマンが1日の労働への対価を得る権利を意味した。ジャーニーマンは徒弟制度を修了しているが、他のマスター等に雇用され、ただし住み込みはせず自身の家庭を持つ。ジャーニーマンは他の職人を雇うことはできなかった。対照的に見習いは通常7年の固定期間、マスターと強く結びつき家庭の一員としてマスターの家に住み込み、その代償として食事、寝床、そして訓練を得る。
欧州の各地で、中世後期のドイツのように、旅するジャーニーマン（Wandergeselle）として時を過ごし、様々な作業場での経験を得るために町を渡り歩くことはマスターが課した重要な訓練であった。ドイツ語圏各国の大工および他の職人は、現在でも旅するジャーニーマンの伝統を維持しているが、それを実践するものは少ない。フランスでは、各地を旅するジャーニーマンはCompagnonsとして知られる。

## 近代
現在の徒弟制度では、ジャーニーマンは必要とされる徒弟制度の修了を示す職業資格を有する。多くの国でこれはマスターを除いての公的な最高資格であり、認証された地域でその職業すべての分野の仕事が可能であり見習いの監督や自営もできる。
現代の徒弟制度は実務訓練による技能習得を目指している。見習いは、新しい技術を習得しながら収入を得ることができる。労働環境は雇用者と密接に関係し、ガイドラインに沿って、特定要件に合致するように見習いする機会を個々の会社が与える。たいていの場合、被雇用者と雇用者の間に強固な労働関係が築かれる。
しかしながら、ドイツでは徒弟制度が修了すると3年から4年間の短時間雇用または1年間の常勤雇用がマスターに要求される。

## 資格
伝統的な住み込み徒弟制度を修了したものは、その分野で教育を受けた認定試験の合格者と同様にジャーニーマンと考えられる。

### アメリカ合衆国
アメリカ合衆国では、電気工、大工、水道配管工、機械操作工、空調業者といった建築関係の雇用者は通常、州または地方（都市または行政区）のジャーニーマンまたはマスター資格を有する。この資格は職人がその分野の実務時間（通常8000時間以上）および認定教室での学習時間（通常700時間）の要求を満たすことを証明する。ジャーニーマンは経験の少ない労働者を監督および訓練する責任があり、自身は監督下になく働くための資格（知識および技能）を有する。ジャーニーマンは一般的に、その職業のほとんどの分野にわたる幅広い経験を要求される。たとえば、ジャーニーマンでない20年または30年の経験を持つ労働者は、その経験のほとんどまたは全てが住宅、商業、または工業の専門分野かもしれない。しかしながら、ジャーニーマンは住宅、商業、および工業の幅広い分野を経験している。

### オーストラリア
オーストラリアでは、ジャーニーマンを登録した認定者は上級熟練職人の包括的な指示のもとに働くことができる。ジャーニーマンは見習いや助手の仕事を監督できるが、特定の登録を用いて仕事を契約することはない。公式な徒弟制度の修了によりジャーニーマンのレベルの資格を獲得できる。徒弟制度は、上級職人の監督のもと職業技能を習得することである。見習いは、特定分野の職業で正式に訓練され認定されるようになる訓練生である。徒弟制度の期間は、個々の職種により通常3年から4年である。訓練が完了すると、見習いは国家資格の認定資格を受けとる。実務訓練が徒弟制度の大部分であるが、座学も合わせて行う。徒弟制度は職場での実務経験、標準的な収入と新しい技能を与える。認定職業の例は水道配管工、ガス配管技師、電気工、空調および冷蔵機械工および大工と内装工である

## モダンジャーニーマン
「モダンジャーニーマン（modern journeyman）」という言葉は成人教育における多くの経路を意味し、学習を継続する生活の過程をあらわすために使用することもできる。「ジャーニーマン」は典型的な伝統的な言葉であるが、「モダンジャーニーマン」は成人教育の現在の概念：生涯学習、技能向上、知識の波、現代徒弟制度を示すために用いる。